# Горюновы
Горюно́вы — русский дворянский род.
Родоначальником его был Алексей Горюнов, лейб-кампанец, пожалованный императрицей Елизаветой Петровной в потомственное Российской Империи дворянское достоинство 31 декабря 1741 г. за участие в дворцовом перевороте 1741 года. Герб Горюнова внесён в Часть 1 Общего гербовника дворянских родов Всероссийской империи, стр. 96.
Другой род Горюновых, от поручика Родиона Васильевича Горюнова, записан во II часть родословной книги Пензенской губернии.

## Описание герба
На щите, перпендикулярно разделённом, в правой части, в чёрном поле, изображены золотое стропило с тремя горящими гранатами натурального цвета и три серебряные звезды, означенные над сим стропилом и внизу оного; в левой части, разделённой диагональною чертою с правого верхнего угла к левому нижнему, имеющей серебряное и зелёного цвета поле, изображён золотой хлебный сноп, перевязанный красным.
Щит увенчан обыкновенным дворянским шлемом, на котором наложена Лейб-Koмпании гренадерская шапка со страусовыми перьями, красным и белым, а по сторонам oной шапки видны два чёрных орлиных крыла и на них по три серебряные звезды. Намёт на щите зелёного и чёрного цветов, подложенный серебром и золотом.